# Paul Kirchner
Paul Kirchner (New Haven, 29 gennaio 1952) è un disegnatore, fumettista e illustratore statunitense.
Entra nel campo dei fumetti come assistente (tra gli altri) di Wally Wood nel 1973 per poi distinguersi come una delle figure più significative del fumetto underground tra la fine degli anni settanta e i primi anni ottanta. Debutta come disegnatore sulla rivista di genere horror Haunt of Horror nel 1975, pubblicata da Marvel Comics. La sua affermazione arriva per il suo lavoro di illustratore (per Screw, The New York Times, The Wall Street Journal) e la collaborazione con magazine per lettori adulti tra i quali spicca la sua collaborazione con la rivista Heavy Metal per la quale realizza la comic strip The Bus. Il suo impegno di fumettista non lo vede mai coinvolto in serie regolari o miniserie, ma su riviste quali la già citata Hunt of Horror, High Times Legion of Monsters (Marvel Comics), Epic Illustrated dell'imprint Marvel Epic Comics, il Marvel Magazine Savage Tales, The Big Book of Loosers della Paradox Press, imprint della DC Comics anche se la partecipazione che lo rende un artista completo e acclamato avviene con Heavy Metal. Contribuisce al design di giocattoli e a importanti franchise quali He-Man, Thundercats, G.I.Joe e Power Rangers, realizza illustrazioni e copertine per vari magazine, collabora alla realizzazione di cartoni animati, al campo dell'advertising e alla produzione di mini comic book omaggio da inserire in prodotti commercaili che spaziano dai giocattoli a generi alimentari. 

## Carriera

### Gli esordi nel fumetto (1974-1979)
(Paul Kirchnner)
Da sempre amante del fumetto, sin da giovane teenager il suo scopo è quello di lavorare come fumettista. Le sue prime passioni sono i fumetti Marvel Comics, soprattutto quelli realizzati da Jack Kirby e Steve Ditko. Presto però abbandona l'interesse per i supereroi e il mainstream fumettistico e viene affascinato dal fumetto underground, che trova esprimersi al meglio tramite comic strip e storie brevi. La scoperta del fumetto franco-belga e di autori internazionali sia europei, sia sudamericani ne formano le fondamenta di quella che sarà la sua poetica fumettista. Come lui stesso afferma la sua principale fonte di ispirazione sono l'artwork surreale e visionario di Hieronymus Bosch, Piranesi, M.C.Escher, Rene Magritte, e Salvador Dalí. A questi si aggiungono l'umorismo che fugge ad ogni logica della Betti Boop di Max Fleischer e il Road Runner di Chuck Jones.
La sua volontà e dedizione per cimentarsi nel mondo dei comic lo porta ad abbandonare al terzo anno la Copper Union for Advancement of Science and Art di New York. Qui i professori sembrano considerare l'arte del fumetto come una forma di sub-cultura destinata a decadere o rimanere un prodotto infantile. Vivendo a New York, e cominciando a crearsi un proprio portfolio viene a contatto con numerosi cartoonist professionisti che lo vogliono come loro assistente. Tra questi: Tex Blaidsell, Ralph Reese e Wally Wood. Intuisce che queste collaborazioni gli permettono di imparare e accumulare esperienza nel settore e qui matura in maniera definitiva la scelta di abbandonare la Scuola d'Arte. Cerca sempre di non accettare collaborazioni con gli editor delle major quali le Big-Two (Marvel e DC) in quanto non vuole essere vincolato dallo stile e narrazione dominante, ma sviluppare un'evoluzione del linguaggio fumettistico al di fuori del mainstream dominato dal genere supereroistico per dei lettori nella fascia adolescenziale. Questo lo porta a lavorare e ad affermarsi al di fuori del canonico formato del comic book per dedicarsi invece a riviste per lettori adulti che proprio negli anni settanta stanno trovando un loro mercato che punta al pubblico post-adolescenziale. Il suo debutto avviene su High Times per la quale crea la vignetta con protagonista Dope Rider. High Times è un magazine già attivo dal 1974 e si focalizza principalmente sull'utilizzo legale della cannabis , trattando però vari argomenti tra cui la politica, la musica, la libertà sessuale, l'ambientalismo e molti altri diventando un flagship magazine per un nuovo movimento di dissenso nato nei lettori americani nella prima metà degli anni settanta. Nonostante le sue posizioni spesso controverse ed eversive arriva a vendere 500 mila copie per numero nel 1977 influenzando notevolmente l'impostazione iniziale di Heavy Metal per quanto riguarda gli articoli e le rubriche redazionali. Paul Kirchner è entusiasta di poter creare un suo personaggio per High Times e Dope Rider incarna mirabilmente lo spirito della rivista in quanto si tratta di un pistolero scheletrico che fuma in continuazione marijuana e che vive avventure psichedeliche e oniriche all'interno di un contesto che ricorda gli spaghetti western di Sergio Leone e i surreali dipinti di Magrette e Salvador Dalì. Tra queste quella di maggior successo è Heavy Metal, landmark per l'intero settore e capace di rispondere con i suoi contenuti e articoli redazionali ad un lettore maturo, in cerca di nuove idee, cifre stilistiche e sperimentazione. Gli editor di Heavy Metal nata come rivista antologica che vuole proporre al mercato statunitense una versione della francese Metal Urlant, si accorgono del potenziale artistico e d'innovazione portato da Paul e lo vogliono come collaboratore della neonata rivista. A partire dal 1979 Paul è chiamato a realizzare una comic strip innovativa e originale per Heavy Metal portandolo a creare quello che viene considerato il suo lavoro più significativo e di successo, ovvero la striscia a fumetti intitolata The Bus. Oltre agli artisti e gli illustratori già citati le influenze per Kirchner nel realizzare The Bus sono Robert Crump, Moebius e Winsor McCay.

### Affermazione e successo (dal 1980)
Il primo ciclo di strip comic dura 6 anni, fino al 1984 e contribuisce ad elevare Kirchner ad autore cult. La sua consacrazione avviene con la sua partecipazione alla realizzazione per riviste erotiche quali Screw, il suo contributo a cartoni animati erotici, le illustrazioni surreali e provocatorie per magazine e giornali, il suo lavoro creativo nel campo della pubblicità. L'esordio nel campo del fumetto avviene quindi nel 1974 sulla rivista per lettori adulti High Times, e il personaggio Dope Rider, ne diviene presto un landmark coinvolto in situazioni e avventure influenzate dalla cultura lisergica di quegli anni. Vi si possono trovare in embrione molte delle caratteristiche e tematiche poi sviluppate per il suo capolavoro The Bus. Risultano inoltre evidenti la sua volontà di trasgredire schemi e cultura dominante. Le situazioni sono deliranti e i personaggi sono contaminati da atmosfere kafkiane seppur all'interno di uno stile minimalista. Si tratta di storie spesso fantastiche dove però non si assiste ad un realtà e contesto tipici del genere fantasy, ma ci si trova di fronte ad un contesto dove si assiste all'irrompere dell'assurdo nella vita dei protagonisti, che invece di esserne turbati lo accettano come una consuetudine della vita umana. Bisogna sottolineare che nonostante il suo status di striscia cult per la storia del fumetto The Bus non viene più ristampato in raccolta per oltre 25 anni. L'attuale riedizione del primo ciclo di storie avviene grazie all'editore francese Tanibis (nel 2012) e all'italiana Barta (nel 2017), piccolo editore di San Giuliano Terme in provincia di Pisa. Nel 1980 Paul si dimostra un artista in grado di cimentarsi in diversi formati, anche differenti dalle comic strip. In quest'anno, supportato ai testi da Janwillem van de Wetering, realizza una graphic novel quale Murder by Remote Control, acclamata dalla critica ma che rimane a livello commerciale un'opera di nicchia. Nonostante questo la sua capacità inventiva e l'abilità da illustratore e designer gli portano molte offerte dal campo dell'advertising, dello sviluppo di cartoni animati, copertine per riviste, produzione di bozze e schizzi per linee di giocattoli di importanti franchise e molto altro ancora. Non abbandona però completamente la sua attività da fumettista. Ad esempio la Quaker lo ingaggia per realizzare mini comic book da inserire nelle sue scatole per i cereali a base di avena e lo stesso vale per alcune compagnie produttrici di toys. L'insieme di tutte queste attività nel campo commerciale gli offrono opportunità molte remunerative che gli permettono di costruire una vita più agiata per la sua famiglia. Infatti nonostante sia oramai, soprattutto come vignettista, un top-artist, di fatto gli introiti derivanti dai lavori per i vari magazine non danno a Paul quelle garanzie economiche che sia lui sia la moglie vanno cercando. Accade così che a partire dalla seconda metà degli anni ottanta il suo impegno come fumettista va a spegnersi, dovendosi dedicare alle altre attività creative che in ogni caso gli portano molte soddisfazioni a livello commerciale e alle quali si dedica con grande passione per più di due decenni. Lo stesso Paul sostiene che si tratta di attività creative molto affini a quella di realizzare un fumetto, in quanto riguardano l'illustrazione, la creazione di storyboards (soprattutto per l'advertising), la realizzazione di schizzi e bozze per prodotti tipo action figure (molto simili ai personaggi a fumetti o derivanti dagli stessi) e la produzione di mini comic book come omaggio da inserire nei prodotti.

### Il ritorno al fumetto (dal 2012)
Agli inizi del secondo decennio degli anni duemila il suo lavoro come illustratore e in vari settori commerciali comincia a rendere meno, anche per l'alzarsi del livello dei suoi concorrenti e la crisi finanziaria che ha colpito gli Stati Uniti nel 2008. Inoltre afferma di sentire una certa nostalgia per i suoi lavori come fumettista. Gli editori non hanno mai smesso di contattarlo per riportarlo nel settore dei comic e la grande opportunità si manifesta con l'accordo commerciale con l'editore francese Tanabis, che vuole riproporre per la prima volta delle raccolte delle sue più importanti opere in formati prestigiosi e molto curati sia per il mercato europeo e di lingua francese sia per il mercato di lingua inglese. Inoltre a partire dal 2012 torna a creare nuove vignette per The Bus, pubblicate per diversi magazine sia americani sia europei e nuove comic strip di Dope Rider per High Times. Inoltre chiude un importante accordo con la compagnia multi mediale Adult Swim per la quale crea una nuova strip Hieronimus & Bosch che viene distribuita come digital comic tramite il loro sito a fumetti. Successivamente viene raccolta in forma cartacea dalla casa editrice francese Tanibis. La storia è raccontata tramite episodi grotteschi e surreali che occupano una singola pagina ("one-pagers comic"). Il personaggio principale è un malvivente che si ritrova condannato all'Inferno qui rappresentato in stile cartoonesco. La sua compagna è una papera e i due cercano di uscirne fallendo miseramente. Finora Paul ne ha realizzate un centinaio di pagine e afferma di aver tratto ispirazione dall'Inferno dantesco, e dai cartoni intrisi di umorismo sadico della Warner Bros. quali Road Runner e Beep Beep.
Nel 2015 viene contattato dal Globe Magazine che gli commissiona una storia a fumetti di 4 pagine per la sua pubblicazione annuale Boomers Issue. Il Globe è un tabloid che viene definito come un magazine sensazionalista con lo scopo di sottolineare le contraddizioni socio-politiche presenti in Nord America. Inizialmente viene pubblicato e creato a Montréal in Canada. si tratta quindi di un tipo di magazine in linea con altre pubblicazioni di questo tipo per cui Paul ha collaborato in passato dai tempi di High Times. Non sorprende quindi l'interesse degli editor per il tipo di fumetti da Kirchner. Paul realizza una storia surreale e delirante che si presenta come un'odissea che lo porta a navigare nelle acque della sua vita attraverso i personaggi da lui stesso creati. Il titolo è Strange Trip: a Boomer Odyssey. L'inizio è significativo in quanto si trova in mezzo a delle rovine degli Inca insieme a Dope Rider e quando gli chiede perché sia lì, la sua creazione gli rivela che quella che lui ha vissuto è una sua storia. Paul prende la consapevolezza di come ogni esperienza vissuta è qualcosa in primo luogo nella nostra mente per poi manifestarsi nel monde reale (o che crediamo che sia). Ci tiene a precisare, che nonostante la sua collaborazione con High Times e la sua propensione alla liberalizzazione delle droghe leggere, lui non ha mai assunto nessun tipo di sostanza per creare le sue surreali e deliranti storie. La sua mente è come un vulcano che erutta immagini e storie al di fuori della logica e dell'ordinario anche se si è sempre vergognato a parlare dell'aspetto più visionario di percezione alterata della realtà che lo circonda. Soprattutto sente che i personaggi che lui ha creato sono una parte di sé stesso, una sorta di rappresentazione catartica di ciò che non riesce a capire della propria natura e consapevolezza. Inevitabilmente la storia termina con una vignetta in bianco e nero dove si ritrova sul bus e il passeggero silenzioso da lui creati per Heavy Metal nel lontano 1977. Seduto vicino al passeggero e a un singolare personaggio che si dissolve trasformandosi in strani animali. Qui Paul si lamenta per la chiusura del magazine erotico Screw in quanto nella sua mente continuano a formarsi idee e immagini per nuove copertine. Il buon riscontro da parte dei lettori porta il Globe lo porta a suscitare l'interesse da parte dei quotidiani. A partire dal 2023 inizia una collaborazione con il Boston Journal per il quale l'autore crea un nuovo tipo di storia strutturata in maniera differente rispetto alla sua usuale impostazione visiva e tematica. Si tratta di una storia autobiografica con un'impostazione classica delle tavole e dal titolo That Sinking Feeling. La trama racconta una storia per nulla surreale o visionaria e narra di un fatto accaduto quando suo figlio aveva 4 anni e aveva la passione di scattare foto con una Polaroid. Paul si dimostra critico nei confronti di una sua foto, il figlio se ne risente e Paul capisce di dover sempre rispettare l'operato e le passioni di una persona anche quando si tratta di un bambino. L'opera è differente da tutte quelle create dall'autore finora, rimane da capire se nei suoi lavori futuri decide di dedicarsi a fumetti più classici o se ha perso la vena surreale e visionaria.

## Opere

### Fumetti

#### Random House
- Murder by Control, Janwillem Van de Wetering (testi) e Paul Kirchner (disegni), graphic

novel, 1986

#### Catalan Communications
- Realms, Paul Kirchner (testi e disegni), volume brossurato che raccoglie le comic strip o storie a fumetti realizzati tra gli anni settanta e ottanta ma non pubblicati su Heavy Metal, Epic Illustrated o High Times, si tratta di Tarot, Shaman, Hive, Mirror of Dreams, le comic strip A Spring of Thaxin, The Temple of Karvul e altro materiale, luglio 1987.

#### Paradox Press / DC Comics
- The big Book of Losers, Paul Kirchner (testi e disegni), volume brossurato antologico, 1997.

#### Edizioni Tanabis
- The Bus, Paul Kirchner (testi e disegni), volume unico in versione brossurata o hard cover, raccoglie le comic strip di The Bus pubblicate su Heavy Metal tra il 1977 e il 1986 oltre a 12 nuove strisce inedite, Distribuita da: 14 novembre 2015 (nell'edizione francese).
- The Bus 2, Paul Kirchner (testi e disegni), volume unico cartonato, raccoglie le comic strip di The Bus pubblicate dopo il 2013 su diversi magazine americani e europei, Distribuito da: 16 novembre 2015 (nell'edizione francese).
- Awaiting the Collapse Selected Work, Paul Kirchner (testi e disegni), volume unico cartonato, raccoglie una selezione delle comic strip su Dope Rider pubblicate tra gli anni settanta e ottanta su High Times e alcune dopo tra il 2012 e il 2014, oltre a queste un terzo del volume contiene fumetti con varie storie e personaggi a fumetti tra cui una bizzarra invasione della Terra in They Came From Uranus, la satirica Critical Mass of Cool e la sovversiva e audace Dolls at Midnight, inoltre sono presenti alcune illustrazioni per la rivista erotica Screw, un saggio sul fumetto e sul suo lavoro dello stesso autore, Distribuito da: 15 novembre 2017 (edizione inglese).
- Hyeronymus e Bosch, Paul Kirchner (testi e disegni), volume cartonato che raccoglie le omonime comic strip, Distribuito da: 5 dicembre 2018 (edizione inglese).
- Dope Rider: A Fistful of Delirium, Paul Kirchner (testi e disegni), volume unico cartonato che raccoglie le comic strip su Dope Rider pubblicate tra gennaio 2015 e maggio 2020 su High Times, ne viene pubblicata una edizione a tiratura limitata con la firma dell'autore, Distribuito da: 21 aprile 2021 (edizione inglese).